# Vlára (řeka)
Vlára je řeka na jihovýchodní Moravě. Jedná se o nejvýznamnější moravskou řeku nepatřící do povodí Moravy ani Odry. Vlára odtéká průsmykem v Bílých Karpatech na Slovensko, kde se vlévá do Váhu. Podle řeky Vláry se nazývá trať 341 Vlárská dráha.

## Průběh toku
Vlára je jedním z nejtypičtějších příkladů říčního pirátství na území Česka. Pramení ve Vizovických vrších nedaleko vrcholů Klášťov a Svéradov. Protéká obcemi Drnovice, Vlachova Lhota, Vlachovice, Bohuslavice nad Vláří a Štítná nad Vláří-Popov. Ve městě Brumov-Bylnice přijímá levostranný přítok Brumovku a skrz Vlárský průsmyk odtéká na Slovensko, kde u Nemšové tvoří pravostranný přítok Váhu.

## Povodí Vláry podle přítoků (ve směru toku)
(P – pravostranný přítok, L – levostranný přítok)
Vlára
- Benčice P
- Svíborka P
- Vysokopolský potok P
- Smolinka L
  - Křekovský potok L
  - Středěnský potok L
- Václavský potok P
- Říka P
  - Nevšovka P
  - Lipovský potok L
- Rokytenka P
  - Šanovec P
- Havránkův potok L
- Zelenský potok P
  - Kochavecký potok L
  - Vápenický potok P
- Tuřičský potok L
- Stránský potok P
- Brumovka L
  - Nedašovka L
    - Hrušovka P

  - Tuřícký potok L
  - Hložecký potok P
  - Bylnička L
- Hlubočský potok L
- Bukový potok P
- Vlárka L
- Čakanov P
- Rakytka P